# 木村英子
木村英子（1965年5月11日—），日本政治人物。是令和新選組所屬參議院議員。

## 職業
1965年（昭和40年）出生於神奈川縣橫濱市。
木村在30多歲時就開始倡导殘疾人權利，並於1994年在多摩市成立了自立站翼，這是一個幫助殘疾人獨立生活的組織。
木村英子是土地，運輸和基本國家政策委員會的成員。